# Alan Percy, VIII duca di Northumberland
Alan Ian Percy, VIII duca di Northumberland (Londra, 17 aprile 1880 – Londra, 23 agosto 1930), è stato un ufficiale britannico.

## Biografia
Era il figlio di Henry Percy, VII duca di Northumberland, e di sua moglie, Lady Edith Campbell, figlia di George Campbell, VIII duca di Argyll.

## Carriera
Era un sottotenente del 2º battaglione dei volontari della Royal West Surrey Regiment, quando fu ammesso come sottotenente nei Granatieri, il 24 gennaio 1900. Servì come capitano nei granatieri durante la Seconda guerra boera (1901-1902).
Nel 1908 partecipò alla Guerra mahdista. Per un certo periodo fu aiutante di campo di Albert Grey, IV conte Grey. Durante la sua permanenza in Canada, fece una scommessa: camminare 111 miglia da una città all'altra in tre giorni - nonostante le bufere di neve e le forti nevicate; completò la sfida e vinse la scommessa.
Durante la prima guerra mondiale prestò servizio nei granatieri, in collaborazione con il Dipartimento di Intelligence per fornire testimonianze sulle battaglie e delle linee del fronte. Il fratello di Alan, Lord William, servì durante la guerra: venne ferito nel 1915  e trascorse il resto della guerra a lavorare come avvocato militare.
Venne nominato Lord luogotenente di Northumberland. Per un anno, prima della sua morte, fu rettore della Università di Durham, una carica che ricoprì anche il padre. Dal 1922 fino alla sua morte, finanziò e diresse The Patriot, un settimanale radicale di desta che ha pubblicato Nesta Webster e promulgato un mix di anticomunismo e antisemitismo.

## Matrimonio
Sposò, il 18 ottobre 1911, Lady Helen Magdalan Gordon-Lennox, figlia di Charles Gordon-Lennox, VII duca di Richmond e di Isabel Craven. Ebbero sei figli:
- Henry Percy, IX duca di Northumberland (15 luglio 1912-21 maggio 1940);
- Hugh Percy, X duca di Northumberland (6 aprile 1914-11 ottobre 1988);
- Lady Elizabeth Ivy Percy (25 maggio 1916-16 settembre 2008), sposò Douglas Douglas-Hamilton, XIV duca di Hamilton, ebbero cinque figli;
- Lady Diana Evelyn Percy (23 novembre 1917-16 giugno 1978), sposò John Egerton, VI duca di Sutherland, non ebbero figli;
- Lord Richard Charles Percy (11 febbraio 1921-1989), sposò Sarah Norton, ebbero due figli;
- Lord Geoffrey William Percy (8 luglio 1925), sposò Mary Elizabeth Lea, ebbero una figlia.

## Morte
Morì il 23 agosto 1930 a Londra. Fu sepolto nel Northumberland Vault, all'interno dell'Abbazia di Westminster.

## Ascendenza
|                                                 |                                       |                                                            | Genitori                                             |  |  | Nonni |  |  | Bisnonni                                  |  |  | Trisnonni                              |  |
|                                                 |                                       |                                                            |                                                      |  |  |       |  |  | 8. George Percy, V duca di Northumberland |  |  | 16. Algernon Percy, I conte di Beverly |  |
|                                                 |                                       |                                                            |                                                      |  |  |       |  |  | 8. George Percy, V duca di Northumberland |  |  | 16. Algernon Percy, I conte di Beverly |  |
|                                                 |                                       | 17. Isabella Susan Burrell                                 |                                                      |  |  |       |  |  | 8. George Percy, V duca di Northumberland |  |  |                                        |  |
| 4. Algernon Percy, VI duca di Northumberland    |                                       |                                                            |                                                      |  |  |       |  |  | 8. George Percy, V duca di Northumberland |  |  |                                        |  |
|                                                 |                                       | 9. Louisa Stuart-Wortley                                   | 18. James Archibald Stuart                           |  |  |       |  |  |                                           |  |  |                                        |  |
|                                                 |                                       | 9. Louisa Stuart-Wortley                                   | 18. James Archibald Stuart                           |  |  |       |  |  |                                           |  |  |                                        |  |
|                                                 |                                       | 9. Louisa Stuart-Wortley                                   | 19. Margaret Cunynghame                              |  |  |       |  |  |                                           |  |  |                                        |  |
| 2. Henry Percy, VII duca di Northumberland      |                                       | 9. Louisa Stuart-Wortley                                   |                                                      |  |  |       |  |  |                                           |  |  |                                        |  |
|                                                 |                                       | 10. Henry Drummond                                         | 20. Henry Drummond                                   |  |  |       |  |  |                                           |  |  |                                        |  |
|                                                 |                                       | 10. Henry Drummond                                         | 20. Henry Drummond                                   |  |  |       |  |  |                                           |  |  |                                        |  |
|                                                 |                                       | 10. Henry Drummond                                         | 21. Anne Dundas                                      |  |  |       |  |  |                                           |  |  |                                        |  |
| 5. Louisa Drummond                              |                                       | 10. Henry Drummond                                         |                                                      |  |  |       |  |  |                                           |  |  |                                        |  |
|                                                 |                                       | 11. Henrietta Hay-Drummond                                 | 22. Robert Hay-Drummond, X conte di Kinnoull         |  |  |       |  |  |                                           |  |  |                                        |  |
|                                                 |                                       | 11. Henrietta Hay-Drummond                                 | 22. Robert Hay-Drummond, X conte di Kinnoull         |  |  |       |  |  |                                           |  |  |                                        |  |
|                                                 |                                       | 11. Henrietta Hay-Drummond                                 | 23. Sarah Harley                                     |  |  |       |  |  |                                           |  |  |                                        |  |
| 1. Alan Percy, VIII duca di Northumberland      |                                       | 11. Henrietta Hay-Drummond                                 |                                                      |  |  |       |  |  |                                           |  |  |                                        |  |
|                                                 | 12. John Campbell, VII duca di Argyll | 24. John Campbell, V duca di Argyll                        |                                                      |  |  |       |  |  |                                           |  |  |                                        |  |
|                                                 | 12. John Campbell, VII duca di Argyll | 24. John Campbell, V duca di Argyll                        |                                                      |  |  |       |  |  |                                           |  |  |                                        |  |
|                                                 | 12. John Campbell, VII duca di Argyll | 25. Elizabeth Gunning                                      |                                                      |  |  |       |  |  |                                           |  |  |                                        |  |
| 6. George Douglas Campbell, VIII duca di Argyll | 12. John Campbell, VII duca di Argyll |                                                            |                                                      |  |  |       |  |  |                                           |  |  |                                        |  |
|                                                 |                                       | 13. Joan Glassel                                           | 26. John Glassel                                     |  |  |       |  |  |                                           |  |  |                                        |  |
|                                                 |                                       | 13. Joan Glassel                                           | 26. John Glassel                                     |  |  |       |  |  |                                           |  |  |                                        |  |
|                                                 |                                       | 13. Joan Glassel                                           | 27. Helen Buchan                                     |  |  |       |  |  |                                           |  |  |                                        |  |
| 3. Edith Campbell                               |                                       | 13. Joan Glassel                                           |                                                      |  |  |       |  |  |                                           |  |  |                                        |  |
|                                                 |                                       | 14. George Sutherland-Leveson-Gower, II duca di Sutherland | 28. George Leveson-Gower, I duca di Sutherland       |  |  |       |  |  |                                           |  |  |                                        |  |
|                                                 |                                       | 14. George Sutherland-Leveson-Gower, II duca di Sutherland | 28. George Leveson-Gower, I duca di Sutherland       |  |  |       |  |  |                                           |  |  |                                        |  |
|                                                 |                                       | 14. George Sutherland-Leveson-Gower, II duca di Sutherland | 29. Elizabeth Sutherland, XIX contessa di Sutherland |  |  |       |  |  |                                           |  |  |                                        |  |
| 7. Elizabeth Georgiana Leveson-Gower            |                                       | 14. George Sutherland-Leveson-Gower, II duca di Sutherland |                                                      |  |  |       |  |  |                                           |  |  |                                        |  |
|                                                 |                                       | 15. Harriet Howard                                         | 30. George Howard, VI conte di Carlisle              |  |  |       |  |  |                                           |  |  |                                        |  |
|                                                 |                                       | 15. Harriet Howard                                         | 30. George Howard, VI conte di Carlisle              |  |  |       |  |  |                                           |  |  |                                        |  |
|                                                 |                                       | 15. Harriet Howard                                         | 31. Georgiana Cavendish                              |  |  |       |  |  |                                           |  |  |                                        |  |
|                                                 |                                       | 15. Harriet Howard                                         |                                                      |  |  |       |  |  |                                           |  |  |                                        |  |